# Geología de la Luna

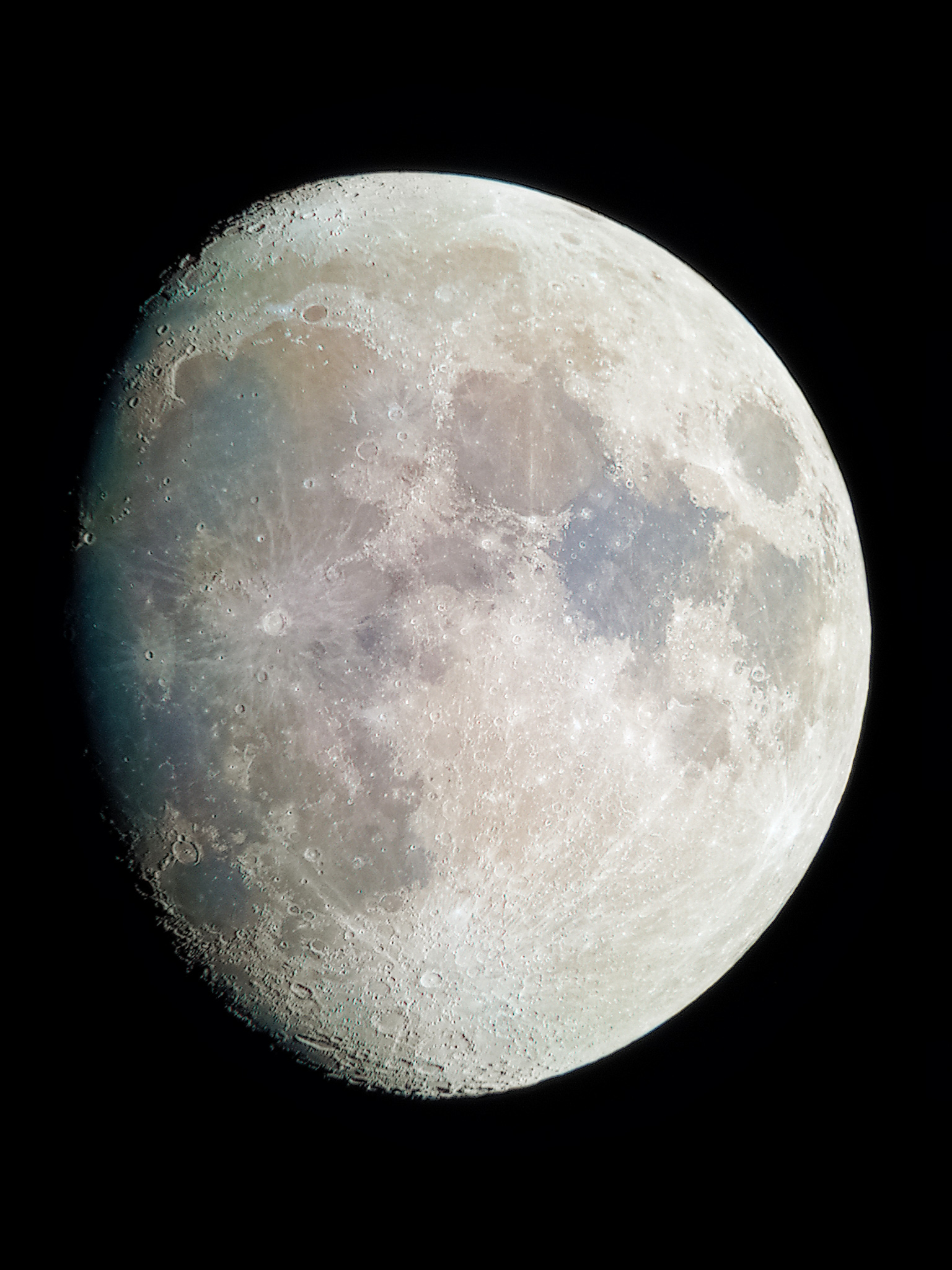
Esta imagen de la Luna tomada a través de un telescopio realza los colores presentes en la superficie lunar, cada color representa un mineral distinto; el rojo/anaranjado se debe a la presencia de óxido de hierro y el azul al titanio

El conocimiento de la geología lunar aumentó significativamente a partir de los años 1960 con las misiones tripuladas y automatizadas. Pese a todos los datos recogidos, todavía quedan preguntas sin responder que únicamente serán contestadas con la instalación de futuras bases permanentes y un estudio más amplio de la superficie. Gracias a su cercanía, la Luna es el único cuerpo —además de la Tierra— cuya geología se conoce detalladamente y del que se obtuvieron muestras de distintas regiones. Las misiones tripuladas Apolo contribuyeron en la recolección de 382 kilogramos de rocas y muestras del suelo lunar, los cuales siguen siendo objeto de estudio útil para la comprensión acerca de su formación y la de otros cuerpos celestes. Algunas sondas del programa Luna de la Unión Soviética también trajeron de vuelta a la Tierra pequeñas muestras del suelo lunar: la Luna 16 (101 gramos), la Luna 20 (55 gramos) y la Luna 24 (170 gramos).

El mapa geológico de la Luna a escala 1-2,5M de la Academia China de Ciencias.

## El origen de la Luna

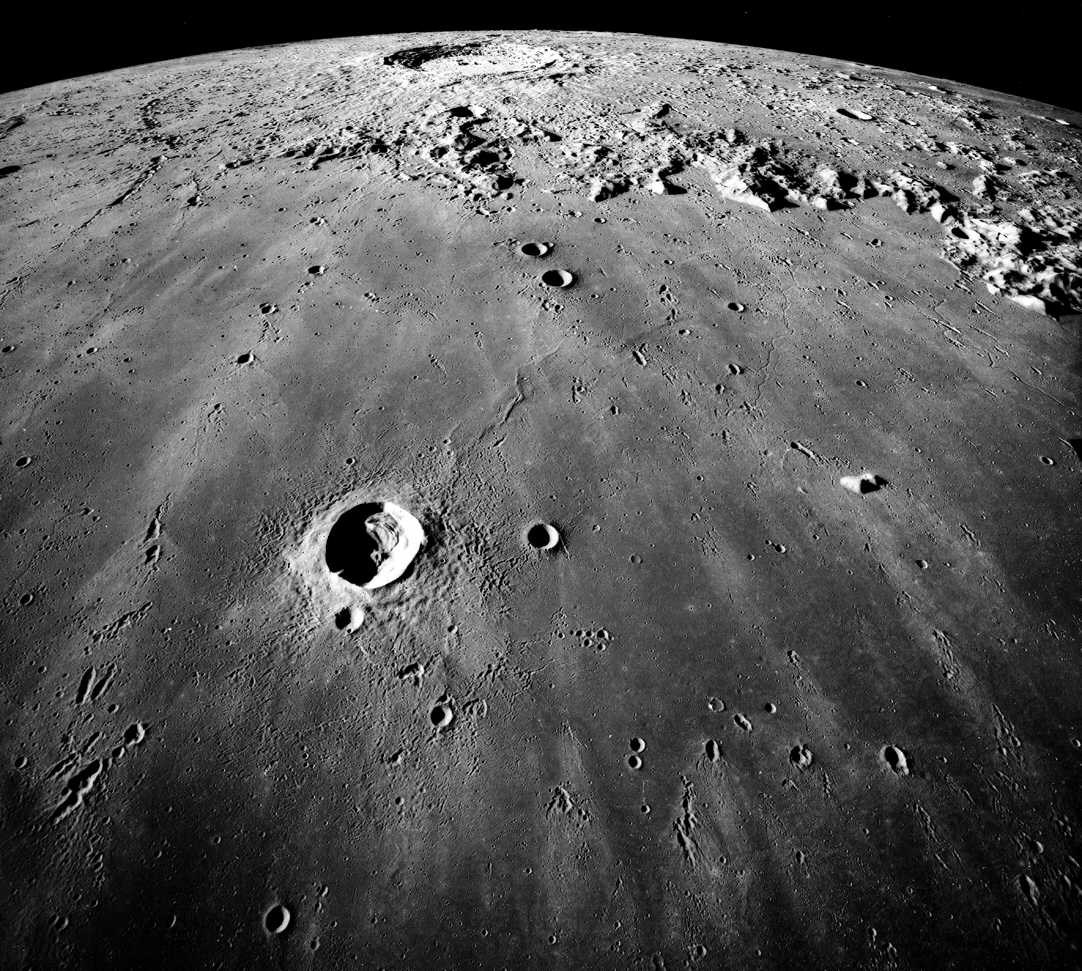
Mare Imbrium y cráter Copérnico

Por mucho tiempo el problema fundamental concerniente a la historia lunar fue el de su origen. Las hipótesis que han sido elaboradas a este respecto son tan variadas como diferentes una de la otra. Las hipótesis más importantes son:
- Captura lunar: la captura de una luna completamente formada por el campo gravitacional de la Tierra resulta inverosímil, ya que un encuentro cercano con la Tierra habría producido una colisión o una alteración de la trayectoria del cuerpo en cuestión y probablemente nunca volvería a reencontrarse con la Tierra. Para que esta hipótesis funcione se requeriría una gran atmósfera extendida alrededor de la Tierra primitiva, la cual podría frenar el movimiento de la Luna antes de que escapase. Esta hipótesis es seriamente considerada para explicar las órbitas de los satélites irregulares de Júpiter y Saturno; sin embargo, es muy difícil que funcione para la Luna.
- Hipótesis de la fisión: expone la idea de que una Tierra primitiva con una rotación acelerada expulsó un pedazo de su masa, y fue propuesta por George Darwin, hijo del célebre biólogo Charles Darwin. Esta hipótesis no explica por qué la Tierra estaba rotando una vez cada 2,5 horas y por qué la Luna y la Tierra no siguen con un movimiento rotacional acelerado en la actualidad.
- Hipótesis de la acreción: con esta hipótesis se establece que la Tierra y la Luna se formaron juntas, en un sistema doble. El problema de esta hipótesis es que no se explica el período rotacional de la Tierra y la Luna, además de dar una respuesta a la ausencia de material de este sistema doble orbitando a los dos cuerpos, fenómeno que solamente puede ser explicado si se tienen en cuenta el movimiento de rotación terrestre y el de revolución lunar a través de una propiedad física llamada momento angular.
- Teoría del gran impacto: se refiere al impacto de un cuerpo del tamaño de Marte (la mitad del radio terrestre y un décimo de su masa) sobre la Tierra cuando esta estaba a un 90 % de su tamaño actual. Este impacto habría expulsado vastas cantidades de material caliente alrededor de la órbita terrestre y la Luna se habría formado a través de la acumulación de este material.

### Teoría del gran impacto
Es la hipótesis más aceptada. Aunque propuesta en 1984, sus orígenes se remontan a mediados de los años 1970. Esta teoría sí satisface las condiciones orbitales de la Tierra y la Luna y las causas por las que la Tierra tiene un núcleo metálico más grande que la Luna. Las teorías modernas de cómo se forman los planetas a través de cuerpos más pequeños —que habrían sido formados por cuerpos aún más pequeños— predicen que, cuando la formación de la Tierra estaba casi terminada, podría haber habido un protoplaneta o cuerpo planetario primitivo del tamaño de Marte (Tea), con cerca de un décimo de la masa de la Tierra, en las cercanías de la órbita terrestre, de forma tal que entró en colisión. Por todo esto, la teoría del gran impacto, según la cual la Luna se originó con los restos de un gran choque entre planetas, es un evento plausible, e incluso que podría haber sido inevitable.

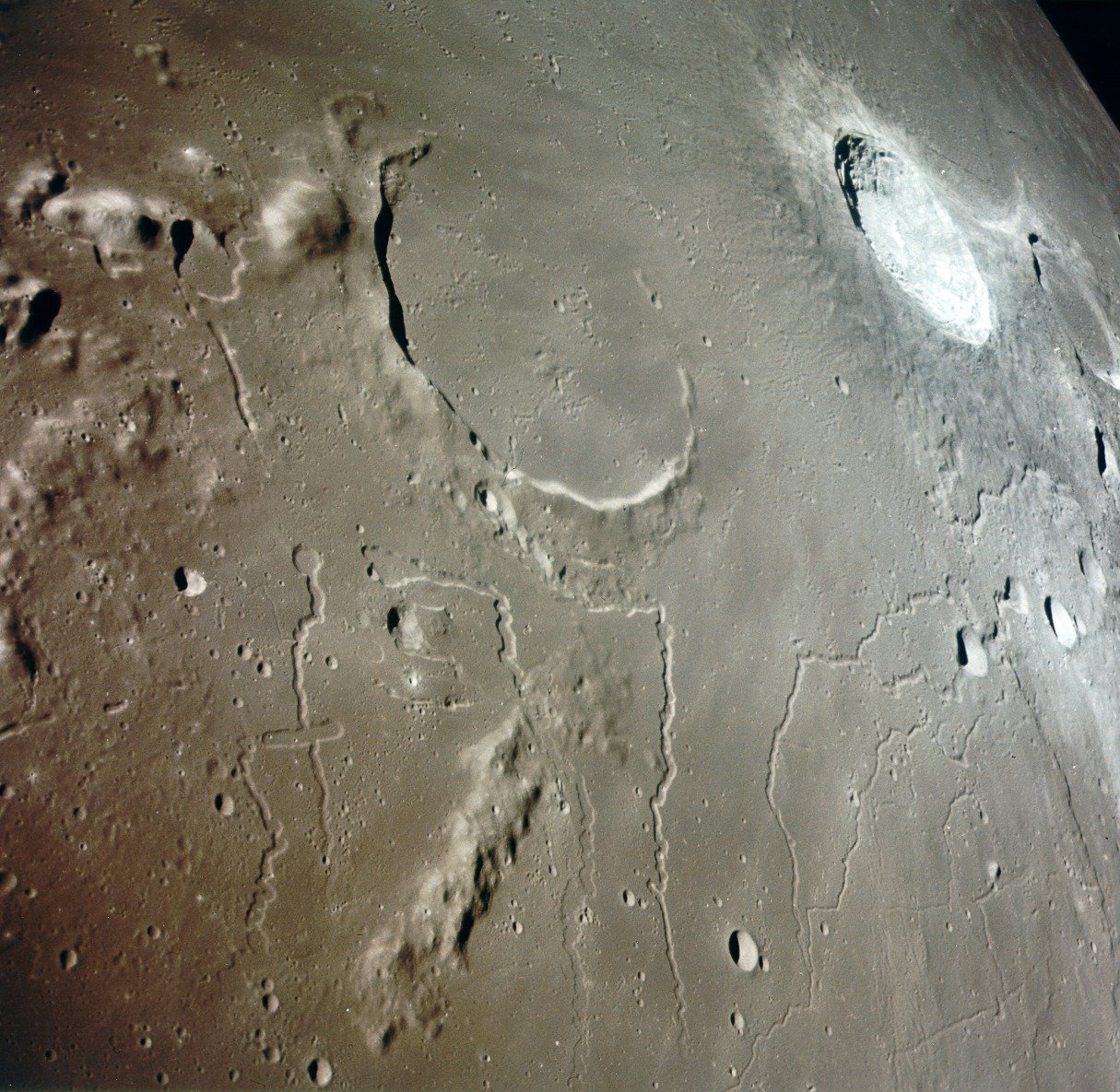
Imagen obtenida en la misión Apolo 15

La energía involucrada en esta colisión es impresionante: miles de billones de toneladas de material se habría evaporado y derretido. En algunos lugares de la Tierra la temperatura habría llegado a los 10 000 °C. Esto explicaría el tamaño inusual del núcleo metálico de la Tierra; el cuerpo del tamaño de Marte se habría fusionado con la Tierra incorporando su material al interior de nuestro planeta. Si este evento nunca hubiera sucedido, no solo es que la Tierra no tendría luna, sino que además los días serían más largos y sus duraciones serían de cerca de un año.
El primer evento importante de la formación lunar fue la cristalización del magma oceánico. No se sabe con certeza cuál era su profundidad, pero según diferentes estudios, el océano de magma estaba ubicado a unos 500 km de profundidad. Los primeros minerales en formarse en este océano en proceso de cristalización fueron los silicatos de hierro y magnesio olivino y piroxeno. Debido a que estos minerales eran más densos que el material confinante, se hundieron. La ulterior formación de feldespato plagioclasa, de menor densidad que el magma, se ubicó en la parte superior del océano de magma formando las montañas de anortositas, dando lugar a la primera corteza lunar. La etapa del océano de magma terminó hace unos 4400 millones de años.
Tan rápido como se formó la corteza lunar, e incluso cuando todavía se estaba formando, otros tipos de magmas que formarían las noritas y las troctolitas en las tierras altas se empezaron a formar en lo profundo de la Luna, pero todavía no se sabe a qué profundidad. Los magmas subieron a través de la superficie infiltrándose a través de la corteza de anortosita, formando grandes rocas e incluso erupcionando sobre la superficie. Algunos de estos cuerpos magmáticos reaccionaron químicamente con los remanentes del océano de magma (KREEP) y otros pueden haber disuelto a las anortositas. Este periodo de historia lunar terminó hace cerca de 4000 millones de años.
Durante estas primeras etapas de la formación lunar, varios eventos de impacto siguieron modificando la superficie hasta una profundidad de unos pocos kilómetros (incluso hasta 20 km). Aunque no ha sido comprobado fehacientemente, el promedio de impactos parece haber declinado entre 4500 y 4000 millones de años atrás, pero después creció dramáticamente produciendo la mayor parte de las cuencas visibles en la Luna. Este bombardeo habría ocurrido en un lapso de entre 4000 a 3850 millones de años atrás.
Una vez disminuido el promedio de impactos, los mares tuvieron tiempo para formarse. Los basaltos se formaron hace más de 3850 millones de años. Sin embargo, entre 3700 y cerca de 2500 millones de años atrás (la última cifra es muy incierta), las lavas fluyeron sobre la superficie lunar, formando los mares y otras características típicas. Junto con los basaltos vinieron las erupciones piroclásticas arrojando restos de basalto derretido a cientos de kilómetros de distancia. Desde que cesó el vulcanismo, la única fuerza geológica en la Luna han sido los impactos de meteoritos.
Algunos de los cráteres más importantes de la Luna son Copérnico, con 93 km de diámetro y una profundidad de 3,76 km, y Tycho con un diámetro de 85 km. Ambos cráteres expulsaron gran cantidad de material. La misión Apolo 17 alunizó en el valle de Taurus-Littrow, un área en la que se había distribuido el material proveniente del cráter Tycho; el estudio de rocas permitió llegar a la conclusión de que el impacto habría ocurrido hace unos 110 millones de años.

## Paisaje lunar
El paisaje lunar está caracterizado por la presencia de cráteres de impacto, el material eyectado por estos, algunos volcanes, depresiones rellenadas por el océano de magma, colinas y las marcas dejadas por los flujos de lava.

### Las altas y bajas planicies
El aspecto más distintivo de la Luna es el contraste de zonas claras y oscuras. Las zonas claras son las tierras altas y reciben el nombre de terrae (del latín tierra; forma singular: terra) y las planicies más oscuras llamadas maria (del latín mares; forma singular: mare), nombres acuñados por Johannes Kepler.

### Las tierras altas y los cráteres

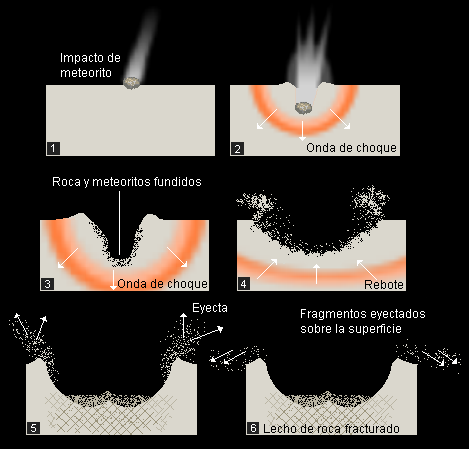
Formación de un cráter de impacto

Las tierras altas presentan la mayor cantidad de cráteres de impacto desde un diámetro de cerca de un metro hasta 1000 kilómetros. Antes de que cualquier misión robótica pudiera llegar a la Luna, los científicos pensaban que el origen de algunos de estos cráteres era volcánico, idea que cambió radicalmente con el retorno de muestras de suelo y rocas lunares con las misiones Apolo mostrando claramente el importante rol del proceso de impacto en la formación del terreno.
Los impactos ocurren a velocidades cercanas a los 20 km/s (70 000 km/h). En cada impacto ondas de alta presión rebotan al proyectil y el cuerpo impactado, proceso en el cual el proyectil (un meteorito) es destruido por el pasaje de la onda de choque haciendo que se evaporice casi en su totalidad. El material del cuerpo impactado es comprimido fuertemente y descomprimido brevemente después. Una porción de este material es evaporizado y otra parte es derretida, pero la mayor parte (una masa 10 000 veces superior a la del meteorito) es expulsada fuera del cráter formando el anillo que lo rodea. La parte central del cráter es un área más deprimida que el resto del terreno.
La diferencia con las calderas volcánicas o conos de cenizas es que no tienen anillos de material acumulado y sus cimas están por encima del nivel de la superficie.
Una pequeña parte del cuerpo impactado es expulsada a grandes distancias dando lugar a unas figuras que se asemejan a líneas rectas llamadas radios.

### Los mares
Los mares (maria) cubren cerca del 16 % de la superficie lunar y fueron formados por coladas de lava que principalmente llenaron las enormes cuencas de impacto. Aunque se piensa que en la actualidad la Luna no posee ninguna actividad volcánica, sí la tuvo en el pasado. Según estudios, la actividad volcánica de la Luna tomó lugar después de que las tierras altas fueran formadas y después de que la mayor parte del proceso de craterización sucediera, por este motivo, los mares lunares son más recientes que las tierras altas.
Antes de ser confirmado por las misiones Apolo, los científicos ya creían que los mares lunares eran planicies de lava, ya que estas poseían unas características particulares: patrones de flujos de lava y colapsos atribuidos a tubos de lava. El material recogido durante las misiones lunares de los años sesenta y setenta confirmaron la sospecha: las cuencas están formadas de un tipo de roca volcánica llamada basalto.
Los mares llenan la mayor parte de las cuencas de impacto del lado visible. En los años 1960, algunos científicos sugirieron que esto demostraba una causa y efecto: los impactos no solo causaron la formación de grandes cráteres sino también produjeron el derretimiento del interior lunar disparando el proceso volcánico. Sin embargo, un examen más detallado de los mares muestran que estos deben haber sido más jóvenes que las cuencas en las que residen.
Ejemplo: el impacto que formó la gran cuenca de Imbrium del Mare Imbrium (Mar de las Lluvias) arrojó material hacia fuera de la cuenca formando las montañas que rodean a la cuenca Serenitatis, es decir, del Mare Serenitatis (Mar de la Serenidad). Por eso el Mar de la Serenidad es más antiguo.
La característica visible más importante acerca de la relativa juventud de los mares respecto al terreno circundante es que los mares poseen menos cráteres, lo que supone que han estado presentes menos tiempo. De hecho, con los datos recogidos en las misiones lunares se sabe que los mares pueden formarse incluso miles de millones de años después de que se formen las cuencas.
Otro tipo de depósito asociado con los mares, aunque también cubre a las áreas de las tierras altas, son los depósitos de manto oscuro. Estos depósitos no pueden ser vistos a simple vista sino con la ayuda de telescopios o la cercanía de naves espaciales. Antes de las misiones Apolo, los científicos creían que se trataba de depósitos producidos por erupciones piroclásticas. Algunos depósitos parecen estar asociados con conos de cenizas oscuros y anchos reforzando la idea de las erupciones piroclásticas, posteriormente confirmadas por el hallazgo de perlas de vidrio como las que se encuentran en las erupciones piroclásticas de la Tierra.

### Preguntas sin contestar sobre los mares
Todavía persisten algunos misterios sobre los mares:
- ¿Por qué desaparecieron los volcanes y solamente se pueden apreciar conos de ceniza asociados con depósitos de manto oscuro?
- Si no existieron los volcanes ¿de dónde fue erupcionada la lava?

En algunos casos es visible que la lava proviniera de las enormes cuencas de impacto, o quizás a lo largo de grietas concéntricas a la cuenca, aunque en la mayoría de los casos no se puede ver de dónde erupcionó.
Otra de las características curiosas de la Luna es que casi todos los mares están presentes en el lado visible a la Tierra. La mayoría de los científicos cree que esta asimetría está causada porque la corteza de las tierras altas es más espesa en el lado opuesto, dificultando el ascenso del basalto hasta la superficie; también se ha sugerido que la diferencia entre las dos caras puede deberse a la colisión de una segunda luna que pudo formarse también en el impacto que se piensa formó la Luna; de acuerdo con esta idea, esa hipotética segunda luna tendría un diámetro de 1200 kilómetros aproximadamente (1/3 del tamaño de nuestro satélite) y colisionó con la mayor a una velocidad relativamente baja con el resultado de que, en vez de formar un gran cuenca de impacto, la luna más pequeña se desintegró cubriendo sus restos lo que hoy es la cara oculta.

### Las simas profundas
La sonda japonesa SELENE descubrió tres agujeros circulares profundos en la superficie lunar causados tal vez por el colapso o caída de trozos de techo de varios tubos de lava o intumescencias; en la Tierra también se producen cuando se solidifica la superficie de una corriente de lava y la pasta fundida del interior sigue fluyendo, dejando un tubo hueco de roca. Así se forman amplias redes de galerías y grandes bóvedas o intumescencias huecas que, algunas veces, se derrumban, formando agujeros. Más tarde, la sonda Lunar Reconnaissance Orbiter pudo precisar sus dimensiones. Uno de cien metros de profundidad se encuentra en el Mar de la Tranquilidad. Otro agujero, detectado en el Mare Ingenii, posee 70 metros de profundidad y 120 de ancho. Un tercer hoyo, más pequeño, situado en las colinas de Marius, cae 34 metros bajo la superficie. Estos lugares se consideran prometedores para futuros asentamientos humanos en la Luna, pues permitirían un gran ahorro de costes y protección ante los rayos cósmicos y las extremas temperaturas. Por otra parte, un nuevo escaneo de los datos recogidos por la sonda LRO ha permitido localizar con un nuevo algoritmo informático hasta 200 agujeros más. Estos lugares pueden ofrecer acceso al interior de sistemas de cavernas utilizables como refugio o almacén. El diámetro de los agujeros oscila entre los 5 y los 900 metros.

## La superficie lunar
La superficie de la Luna es de color gris y presenta una gran cantidad de fino sedimento producto de los innumerables impactos de meteoritos. Este polvo recibe el nombre de regolito lunar, un término acuñado para describir las capas de sedimento producidas por efectos mecánicos sobre las superficies de los planetas. El espesor del regolito varía de 2 metros en los mares más jóvenes hasta unos 20 metros en las superficies más antiguas de las tierras altas.
El regolito es muy abrasivo y está formado por el material rocoso de la región en donde se encuentre, pero además contiene restos de material expulsado por impactos lejanos, por lo cual el regolito constituye una roca de gran valor científico.
El regolito contiene rocas, fragmentos de minerales derivados del lecho de roca original, partículas vidriosas formadas por los impactos. En la mayor parte del regolito lunar, la mitad de las partículas están compuestas de fragmentos minerales que están unidos por vidrios de impacto; estos objetos se llaman aglutinados. La composición química del regolito varía de acuerdo a su localización; el regolito en las tierras altas, como sus rocas, es rico en aluminio. El regolito en los mares es rico en hierro y magnesio, como las rocas basálticas.
El regolito lunar es también muy importante porque almacena la información de la historia solar. Las partículas que forman al viento solar, compuesto principalmente de átomos de helio, neón, carbono y nitrógeno golpean la superficie lunar y se insertan en los granos minerales. Al analizar la composición del regolito, especialmente su composición isotópica es posible determinar si la actividad del Sol ha cambiado con el tiempo.
Los gases del viento solar podrían ser útiles para futuras bases lunares, ya que el oxígeno y el hidrógeno (agua), carbono y nitrógeno no solo son esenciales para la vida sino que también son de gran utilidad para la elaboración de combustible. Al respecto es especialmente importante la existencia de grandes cantidades de Helio-3, que podrían utilizarse como material energético combustible en generadores de fusión nuclear.
Existe una gran cantidad de oxígeno almacenado en los silicatos, dióxido de silicio (SiO2), minerales de las rocas lunares, óxidos de calcio (CaO), hierro (FeO) y magnesio (MgO). Cerca del 43 % de la masa del suelo es oxígeno y el viento solar provee el resto.

## Rocas lunares

### Rocas de las tierras altas y el océano de magma lunar
Las primeras rocas recogidas por el Apolo 11 correspondían a basaltos. A pesar de que la misión Apolo 11 transcurrió sobre el Mar de la Tranquilidad, también se recogieron fragmentos milimétricos de rocas de las tierras altas. Estas están principalmente compuestas por el mineral feldespato plagioclasa; algunos fragmentos únicamente contenían plagioclasa. Estas rocas se llaman anortositas.
Las tierras altas están formadas principalmente de plagioclasa porque este mineral se fue acumulando en la parte superior del océano de magma por flotación, dando lugar a la hipótesis de que la Luna estuvo alguna vez cubierta por un océano de magma.

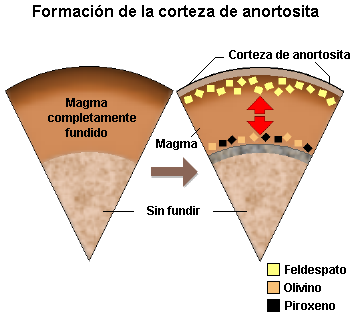
Formación de la corteza de anortosita

El concepto del océano de magma fue comprobado en 1994 con la sonda estadounidense Clementine, la cual en su órbita polar durante dos meses tomó fotografías en diferentes longitudes de onda. Los científicos analizaron el contenido de hierro en la superficie lunar a través de las variaciones de la intensidad de la luz reflejada a diferentes longitudes de onda. La hipótesis del océano de magma predice que las tierras altas lunares deberían tener un bajo contenido en hierro, menos de aproximadamente 5 % por peso (registrado como óxido de hierro FeO). De acuerdo a las mediciones de la Clementine, la presencia promedio en las tierras altas es menor al 5 % de FeO por peso. Estos datos fueron confirmados en 1998 cuando otra sonda estadounidense, la Lunar Prospector orbitó la Luna.
Las tierras altas contienen otro tipo de rocas ígneas: las más abundantes son las noritas y las troctolitas, rocas formadas por cantidades iguales de plagioclasa y olivino o piroxeno (siendo ambos minerales de silicatos que contienen hierro y magnesio). La datación radiométrica de estas rocas sugiere que son más jóvenes que las anortositas que fueron formadas después que el océano de magma se había cristalizado.

Las rocas de las tierras altas son además bastante complejas debido al proceso de craterización. La mayoría de estas rocas son complejas mezclas de otras. Las rocas originales fueron derretidas, mezcladas, e impactadas durante los primeros 500 millones de años de la Luna. Estas rocas se llaman brechas. Algunas de estas brechas están tan mezcladas que contienen brechas dentro de brechas. La mayor parte de las anortositas, noritas y troctolitas son en realidad fragmentos de rocas dentro de brechas.
Lo interesante de las brechas de las tierras altas, especialmente las brechas de impacto (rocas parcialmente derretidas por un evento de impacto) es que la mayoría de ellas se ubica en una edad que se expande desde los 3850 a los 4000 millones de años. Esto lleva a la idea de que la Luna experimentó un bombardeo de meteoritos muy intenso durante ese lapso, sin embargo, se debe tener en cuenta que el muestreo de rocas regresadas por las misiones Apolo es muy reducido y corresponde a una pequeña región de la Luna.
Muchas brechas y algunas rocas ígneas están enriquecidas con un conjunto de elementos que no son comunes en la Tierra. Estos elementos no tienden a ser parte fundamental de los minerales presentes en las rocas. Su presencia se origina cuando el magma se cristaliza, y la parte que todavía está líquida progresivamente se va enriqueciendo de estos elementos especiales. Las rocas que los contienen se llaman KREEP, nombre que representa las siglas del potasio (símbolo químico K), elementos raros de la Tierra, del inglés Rare-Earth Elements (REE) y fósforo (símbolo químico P). Actualmente se cree que los KREEPs representan los últimos restos de la cristalización del magma de océano. Grandes impactos excavaron la corteza expulsando el material inferior mezclándolo con otros escombros formando brechas KREEP.

### Abundancias minerales en las rocas lunares
|                               | Plagioclasa | Piroxeno | Olivino | Ilmenita |
| ----------------------------- | ----------- | -------- | ------- | -------- |
| Rocas de las tierras altas    |             |          |         |          |
| Anortosita                    | 90 %        | 5 %      | 5 %     | 0 %      |
| Norita                        | 60 %        | 35 %     | 5 %     | 0 %      |
| Troctolita                    | 60 %        | 5 %      | 35 %    | 0 %      |
| Basaltos de los mares         |             |          |         |          |
| Alto contenido en titanio     | 30 %        | 54 %     | 3 %     | 18 %     |
| Bajo contenido de titanio     | 30 %        | 60 %     | 5 %     | 5 %      |
| Muy bajo contenido de titanio | 35 %        | 55 %     | 8 %     | 2 %      |

### Los minerales lunares
| Mineral                | Elementos                                                          | Apariencia en rocas lunares                                                                                               |
| ---------------------- | ------------------------------------------------------------------ | --- |
| Feldespato plagioclasa | Calcio (Ca), Aluminio (Al), Silicio (Si), Oxígeno (O)              | De blancuzco a gris transparente; usualmente como granos más largos que anchos.                                           |
| Piroxeno               | Hierro (Fe), Magnesio (Mg), Calcio (Ca), Silicio (Si), Oxígeno (O) | De color marrón a negro; los granos aparecen usualmente más alargados en los mares y algo cuadrados en las tierras altas. |
| Olivino                | Hierro (Fe), Magnesio (Mg), Silicio (Si), Oxígeno (O)              | De color verduzco; por lo general aparece de forma redondeada.                                                            |
| Ilmenita               | Hierro (Fe), Titanio (Ti), Oxígeno (O)                             | Negro, cristales de forma alargada a cuadrada.                                                                            |

### Constitución geológica de los mares

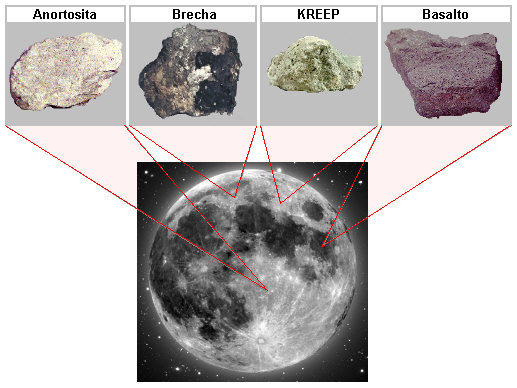
Distribución de las rocas lunares

La principal característica de las rocas basálticas respecto de las rocas provenientes de las tierras altas es que los basaltos contienen una mayor cantidad de olivino y piroxeno y menos plagioclasa. Llamativamente muchas de ellas también tienen un óxido de mineral de hierro-titanio llamado ilmenita. Debido a que el primer muestreo de rocas tenían un gran contenido de ilmenita (y otros minerales relacionados) recibieron el nombre de basaltos de “alto titanio” en referencia a las concentraciones excepcionales de este metal. El Apolo 12 regresó a Tierra con basaltos de menores concentraciones y fueron llamados basaltos de “bajo titanio”. Misiones subsecuentes y las misiones automatizadas soviéticas regresaron con basaltos con una concentración aún menor, son los basaltos de “muy bajo titanio”.
La sonda Clementine proporcionó datos que muestran un amplio rango de contenido de titanio en las rocas basálticas, siendo las de alto contenido las de menor abundancia.
Las formas de los granos minerales en la que están presentes en los basaltos de los mares indican que estas rocas fueron formadas en coladas de lava, algunas delgadas (de un metro de espesor) y otras más espesas (hasta 30 metros). Muchas de los basaltos lunares contienen pequeños agujeros llamados vesículas, los cuales fueron formados por burbujas de gases atrapados cuando se solidificó la lava. No se sabe con certeza cuáles fueron los gases que escaparon de estas rocas. En la Tierra las vesículas se forman con la salida de dióxido de carbono, vapor de agua acompañada de algo de sulfuro y cloro. En la Luna no hay señales de la existencia de agua. Es probable que hayan sido dióxido de carbono y monóxido de carbono, con algo de sulfuro.
Las muestras de vidrios piroclásticos se presentan de color verde, amarillo y rojo. La diferencia en color reflejan la cantidad de titanio que poseen, de esta manera, las partículas verdes tienen las menores concentraciones (cerca de 1 %) y las rojas son las de mayores concentraciones con un 14 %, mucho más que los basaltos de mayores concentraciones.
Los experimentos llevados a cabo en las rocas basálticas y vidrios piroclásticos muestran que se formaron cuando el interior de la Luna estaba parcialmente derretido. Las rocas no tienen una temperatura específica de fundición, ya que se derriten en una gama de temperaturas: los basaltos se funden a unas temperaturas entre 1000 y 1200 °C. Los experimentos mostraron que el derretimiento en la Luna tomó lugar a una profundidad de entre 100 a 500 km, y que las rocas que se derritieron parcialmente contenían principalmente olivino y piroxeno con algo de ilmenita en las regiones que formaron los basaltos de alto titanio.

## El interior lunar y los lunamotos

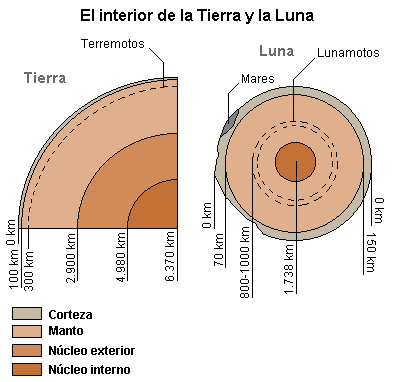
Comparación del interior de la Tierra y la Luna.

La Luna no posee tectónica de placas y por lo tanto no se renueva constantemente como la Tierra. Los temblores lunares, los lunamotos, son mínimos y los más grandes (de magnitud 5) solamente ocurren cerca de una vez por año. El interior lunar es bastante diferente del de la Tierra; la corteza lunar tiene un espesor de unos 70 km en el lado visible a unos 150 km en el lado oculto. Los mares tienen cerca de 1 km de espesor (dato derivado de estudios fotogeológicos). Las muestras regresadas a la Tierra y los datos de sondas, sugieren que la parte inferior de la corteza contiene menos plagioclasa que la mitad superior de la misma. Debajo de la corteza se encuentra el manto lunar, la capa más extensa de la Luna. Puede que haya una diferencia en la constitución de las rocas por encima y debajo de una profundidad de 500 km, representando la profundidad del océano de magma. Debajo del manto se encuentra el núcleo lunar cuyo tamaño es incierto aunque estimaciones lo ubican entre unos 100 a 400 km.
Si bien la Luna no posee un campo magnético como la Tierra, sí lo tuvo en el pasado. Las rocas lunares están magnetizadas, siendo las más antiguas las que presentan el mayor magnetismo. Esto supone que en el pasado el campo magnético era más intenso. El porqué de su debilitamiento es incierto aunque sirve para teorizar acerca de la ausencia de un núcleo de hierro líquido como en el caso terrestre que en su movimiento interno produce las corrientes eléctricas necesarias para la creación del campo. Otra de las diferencias así derivadas, es que la densidad media de la luna es de unos 3,3 g/cm³, mientras que la densidad media de la Tierra es de 5,5 g/cm³.
En algunas regiones de la Luna la intensidad del campo gravitacional es más intenso, este misterio fue resuelto con la Lunar Prospector al asociarlos con grandes concentraciones de masas (mascons) presentes en los mares de las cuencas.
A unos 80° del polo sur existen los remanentes de la enorme cuenca de Aitken, la más grande del sistema solar, con unos 2500 km de diámetro. La mayor parte de esta área, unos 15 000 km² no reciben luz solar gracias a las superficies elevadas de las que están rodeadas. Tanto las imágenes de radar de la sonda Clementine y los datos del espectrómetro de neutrones del Lunar Prospector indican que la región contiene depósitos de agua congelada. Hasta ese momento se sospechaba la presencia de un depósito de 10 a 300 millones de toneladas. La Lunar Prospector también descubrió que el polo norte contiene cerca del doble de hielo que el polo sur.

## El estudio de las rocas lunares
La mayor parte de las rocas lunares están almacenadas en el Laboratorio de Recepción Lunar en el Centro espacial Lyndon B. Johnson, en Houston (Texas). Un pequeño porcentaje está distribuido en instalaciones auxiliares en la Base de la Fuerza Aérea Brooks, cerca de San Antonio (Texas). Muchas muestras lunares se encuentran en los laboratorios de investigadores en todo el mundo. Un pequeño número de rocas lunares están expuestas al público en museos y solo tres piezas pueden ser tocadas. Estas son las “rocas tocables” cortadas de rocas basálticas de la misión Apolo 17. Una de estas rocas está ubicada en el Museo del Aire y el Espacio Smithsonian en Washington, D. C. Otra pieza está en el Centro Espacial de Houston cercano al Centro Espacial Johnson. Una tercera roca que se puede tocar está en el Museo de las Ciencias en la Universidad Nacional Autónoma de México.